# Villeblevin
Villeblevin je francouzská obec v departementu Yonne v regionu Burgundsko-Franche-Comté. V roce 2012 zde žilo 1 822 obyvatel.

## Poloha obce
Obec leží u hranic departementu Yonne s departementem Seine-et-Marne, tedy i u hranic regionu Burgundsko-Franche-Comté s regionem Île-de-France. Sousední obce jsou: Chaumont, Misy-sur-Yonne (Seine-et-Marne), Saint-Agnan, Villeneuve-la-Guyard a Vinneuf.

## Vývoj počtu obyvatel
Počet obyvatel 